# Darrell K Royal-Texas Memorial Stadium
Das Darrell K Royal-Texas Memorial Stadium (voller Name: Darrell K Royal-Texas Memorial Stadium at Joe Jamail Field) ist ein College-Football-Stadion auf dem Campus der University of Texas in Austin im US-Bundesstaat Texas. Es ist der Heimspielort des College-Football-Teams der Texas Longhorns, das in der NCAA (Big 12 Conference) organisiert ist. Mit einer Kapazität von offiziell 100.119 Zuschauern ist es das sechstgrößte Stadion der NCAA und das achtgrößte in Nordamerika. Während der Bauarbeiten im Süden ist das Platzangebot auf 95.594 reduziert.

## Geschichte

### Bau und Widmung
1923 präsentierte Theo Bellmont, der ehemalige Sportdirektor der University of Texas, zusammen mit 30 Studentenführern dem Direktorium der Universität die Idee die hölzernen Tribünen vom Clark Field durch ein neues Stadion zu ersetzen. Bei seiner Fertigstellung 1924 wurde das Stadion als "die größte Sportanlage im Südwesten" gefeiert mit einer Zuschauerkapazität von 27.000. Die Sportstätte war als Mehrzweckanlage geplant mit einer 440-Yards-Bahn (400 Meter) um das Football-Feld. Finanziert wurde die Sportstätte durch Spenden der Studenten und Ehemaligen. Die Baukosten betrugen 275.000 US-Dollar.
Das Stadion wurde zu Ehren der 198.520 Texaner – 5280 von ihnen verloren ihr Leben – gewidmet, die im Ersten Weltkrieg gekämpft haben. Eine Statue, welche die Demokratie repräsentiert, wurde an der Nordseite des Stadions angebracht. Im Zweiten Weltkrieg verlor das Stadion viele ehemalige Spieler und auch Trainer. So wurde das Stadion am 18. September 1948 neu den Männern und Frauen gewidmet, die im Krieg gestorben sind.
1996 wurde die Anlage nach dem legendären Football-Trainer Darrell K Royal benannt, der die Texas Longhorns zu drei nationalen Meisterschaften und elf Südwest-Konferenztiteln geführt hatte.

### Erweiterungen
Bereits 1926 wurde die erste Stadionerweiterung vorgenommen und die Zuschauerkapazität auf 40.500 erhöht. 1948 stieg die Kapazität erneut auf 60.130. Erweiterungen folgten wieder in den Jahren 1969 (75.504) und 1999 (80.082). Ab 2005 befand sich das Stadion wieder in einer Renovierungs- und Ausbauphase, deren erste Phase 2006 beendet wurde hauptsächlich Verbesserungen der Feuerschutzeinrichtungen beinhaltete. Ebenfalls wurde eine neue High-Definition-Videoanzeigetafel (Spitzname: "Godzillatron") mit einer Fläche von 685 m² gebaut, die zu dieser Zeit die weltweit größte war, jedoch kurz danach von einer neuen Anzeigetafel in Tokio übertroffen wurde. Die zweite Phase begann 2006 und beinhaltete wieder Sitzplatzerweiterungen. Nach dem Ausbau der Nordend- und Südendzone 2008 bzw. 2009 betrug die offizielle Zuschauerkapazität 100.119.
Die letzte Phase der Stadionerweiterung befasst sich mit der Endzone im Süden. Es sollen Sitzplätze, Clubsitze, Logen und eine neue Videoanzeigetafel gebaut werden. 2018 gab die Universität bekannt, dass man 175 Mio. US-Dollar in den Ausbau der südlichen Endzone investieren werde. Die offene Seite im Süden des hufeisenförmige Stadions soll mit der neuen Tribüne geschlossen werden. Der von Populous entworfene Umbau bzw. Ausbau soll bis zur Saison 2021 einsatzbereit sein.

## Galerie

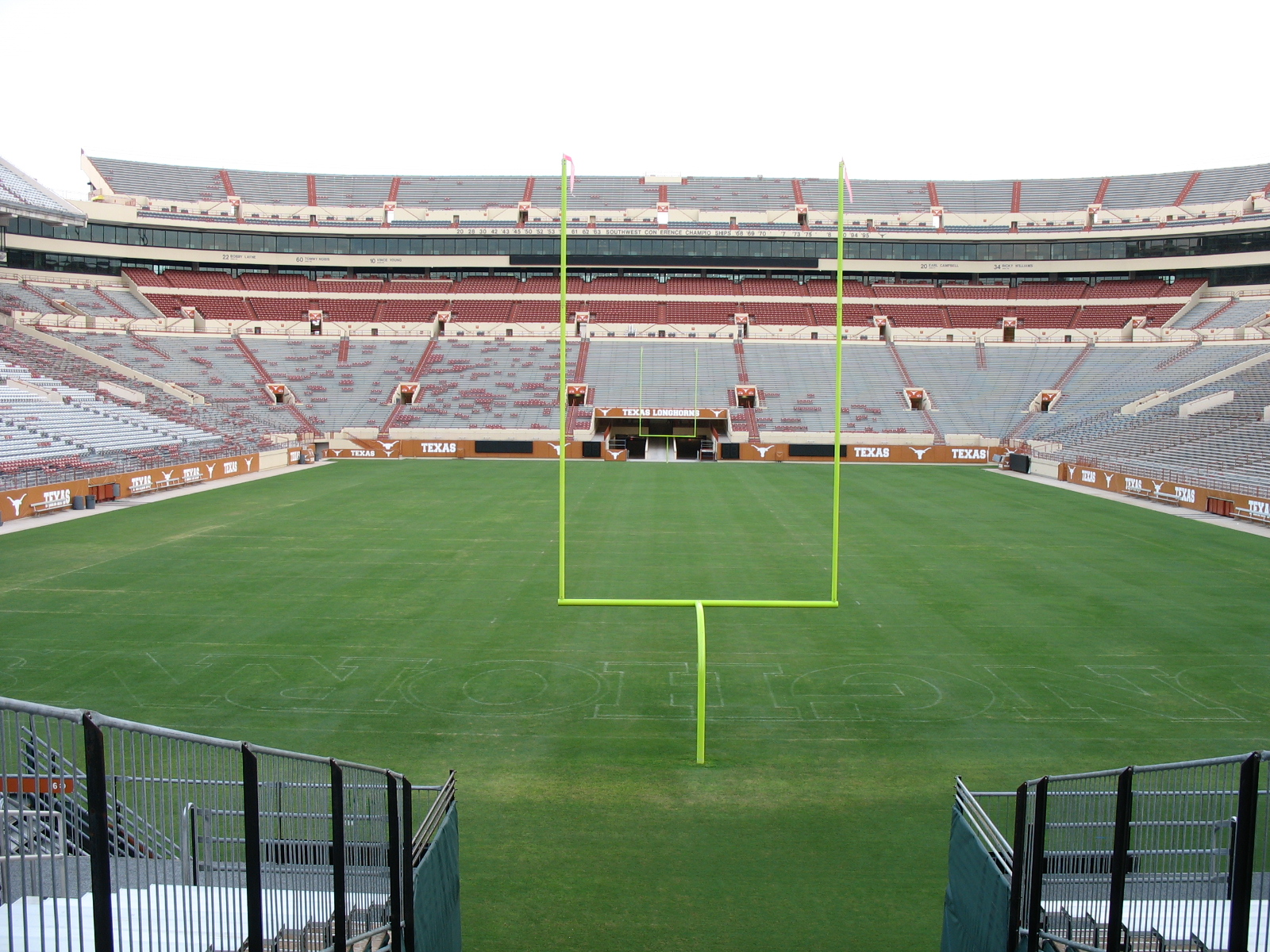
Die Nordendzone nach der Stadionerweiterung 2008
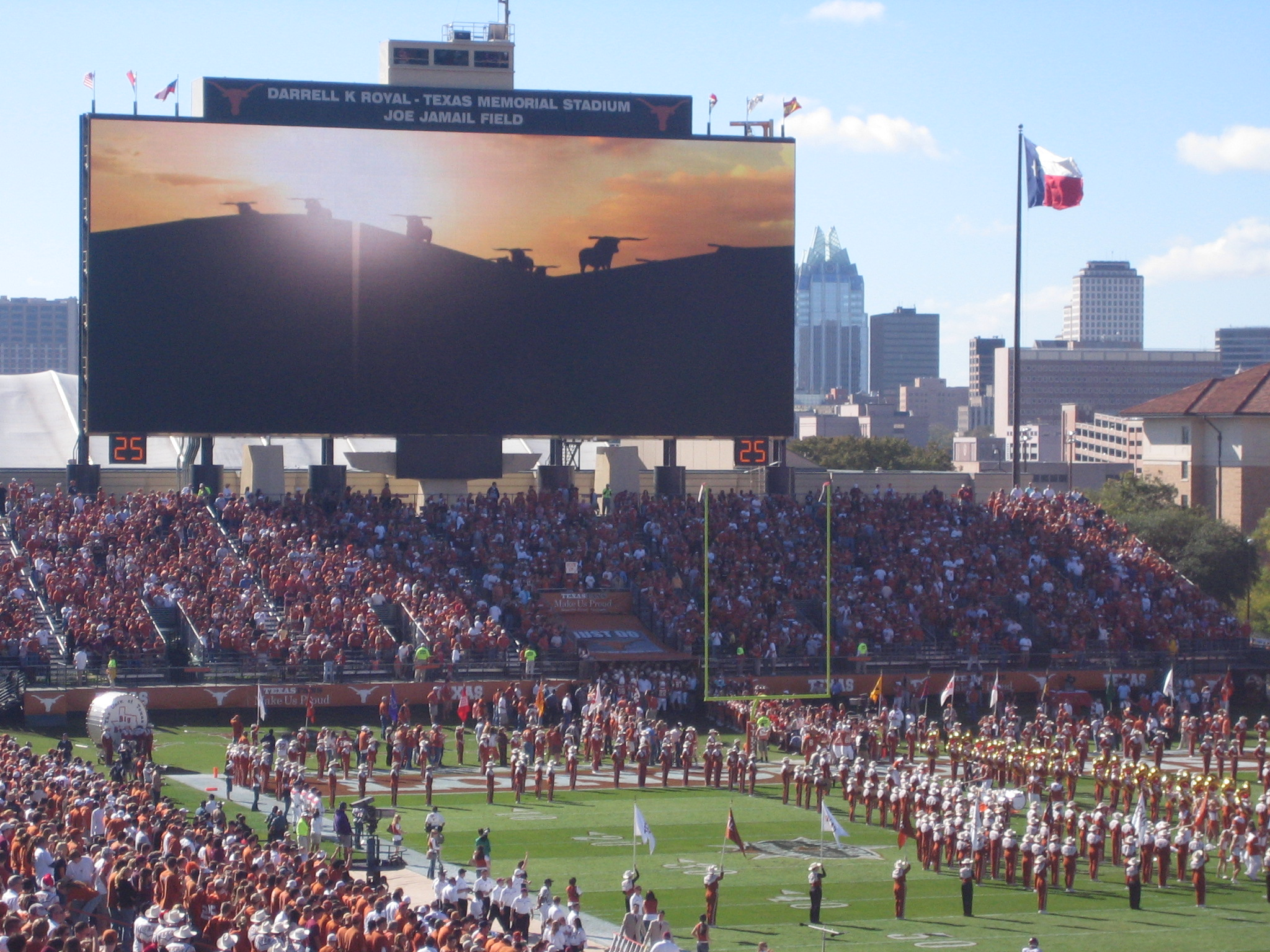
Der "Godzillatron" von der Nordendzone aus gesehen